# Gleux-lès-Lure

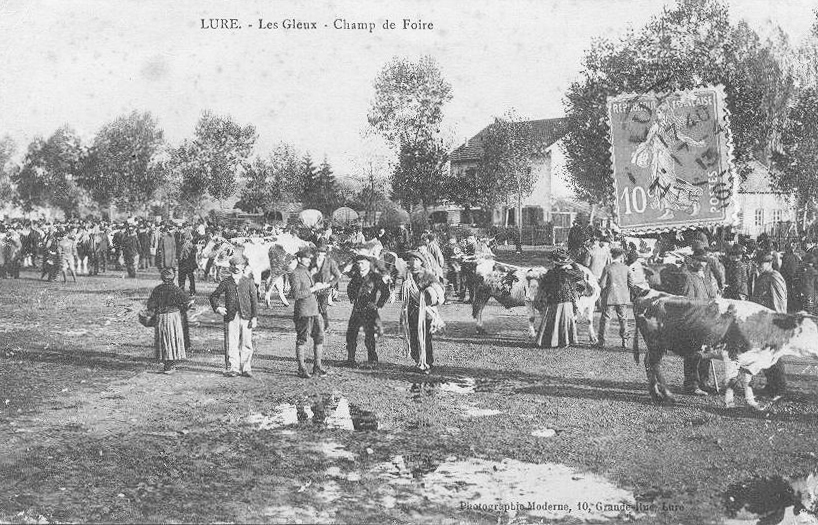
Les Gleux à Lure.

Gleux-lès-Lure est un village imaginaire de l'est de la France, dans le département de la Saône-Supérieure, lieu de naissance du sapeur Camember, héros d'une bande dessinée de Christophe.
C'est de toute évidence une transposition de la ville natale de cet auteur, Lure, sous-préfecture de la Haute-Saône :
- un quartier de la ville de Lure s'appelle « Les Gleux » ;
- le nom imaginaire du département est un travestissement du nom réel.